# Spadové

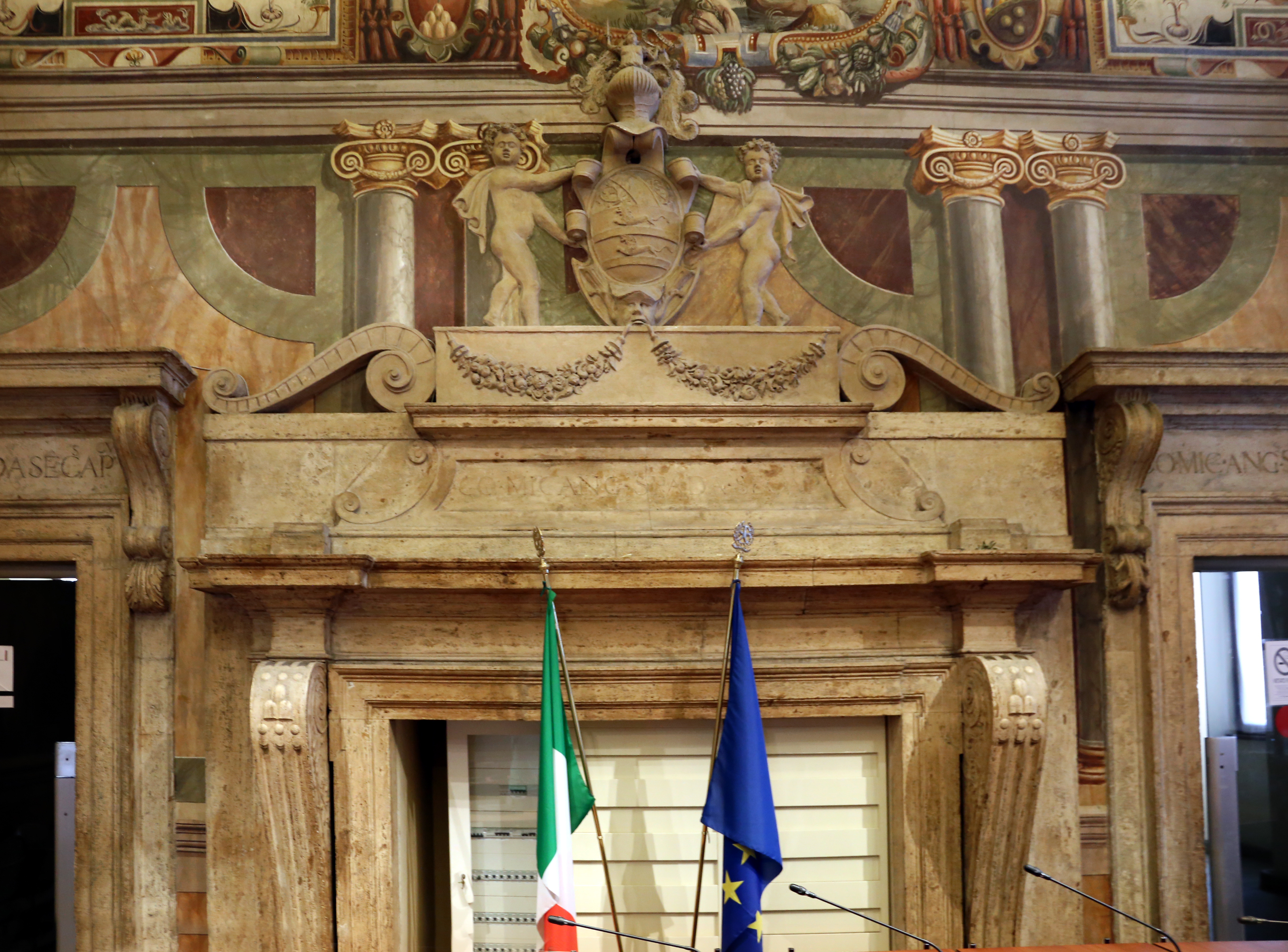
Rodový erb nad krbem Sala di Fetonte v Palazzo Spada, Terni (Karel van Mander, 1574-1577)

Spadové (italsky Spada, později Spada-Veralliové, poté Spada-Veralli-Potenzianiové) je někdejší italský šlechtický rod s původem v Terni, usazený též v Římě.
V 18. století se jedna z větví rodu usadila v Lotrinsku, kde se stali majiteli markrabství Gerbeuville. Nejvýznamnější osobností rodu byl Michelangelo, stavitel rodového paláce v Terni (1521–1584). Poté, co rod přesídlil do Říma, byl papežem Juliem III . povýšen do hraběcího stavu Collescipoli. Vykonávali funkce číšníka, papežského komorníka, apoštolského sekretáře, rytíře řádu svatého Petra, z Loreta a sv. Pavla a kapitolských konzervatátorů .

## Dějiny rodu
Rod svůj původ odvozuje od údajného prapředka Godofreda Spaty, který žil v roce 1059. Ve skutečnosti však byl prapředkem rodu jistý Giovanni se sídlem v Terni, notář a zakladatel bohatství rodu na počátku 14. století. Mezi jeho potomky byl Silvestro, Michelangelův otec, od roku 1574 zapsaný na seznamu římské šlechty. 

## Knížata z Castel Viscardo
- Giuseppe Niccolò Spada Veralli (1752-1840), kníže z Castel Viscardo
- Clemente Spada Veralli (1778-1866), II. kníže z Castel Viscardo
  - Vincenzo Spada Veralli (1821-1855), korunní princ
- Federico Augusto Spada Veralli (1847-1921), III. kníže z Castel Viscardo
- Ludovico Spada Veralli Potenziani Grabinski, IV. kníže z Castel Viscardo, synovec předchozího

Titul zanikl

## Galerie

Palác Spada (Terni)
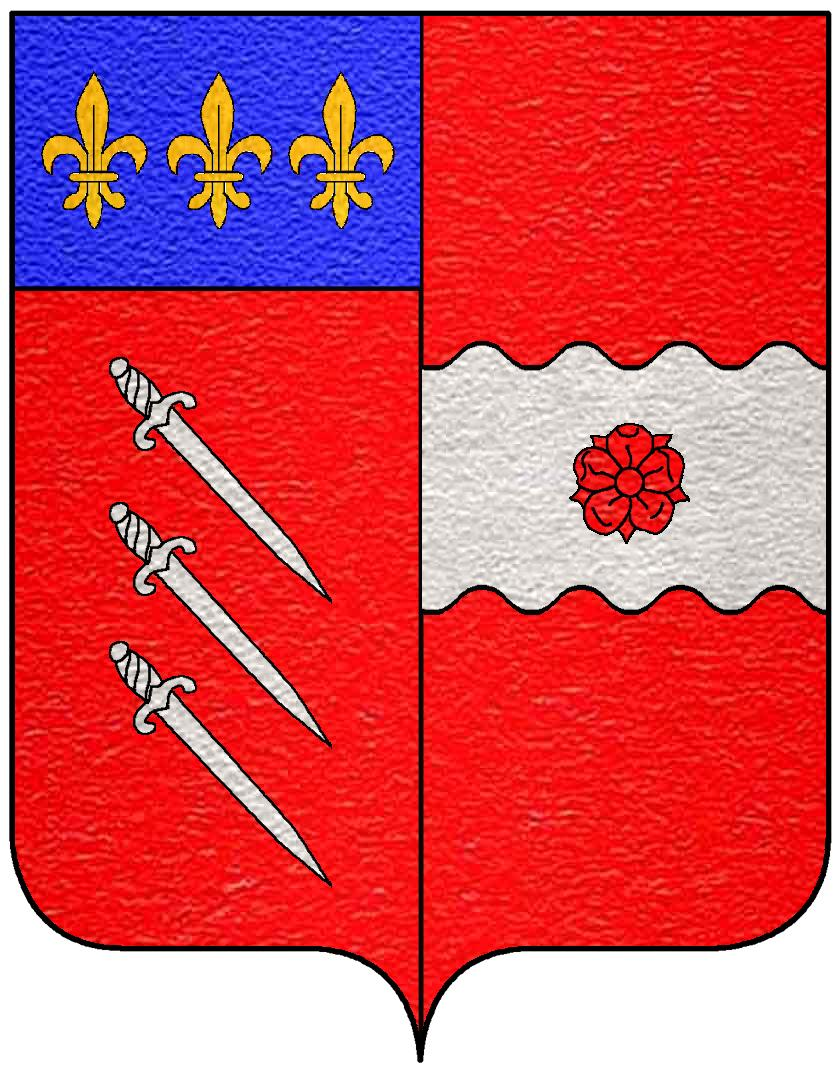
Erb linie Spada-Veralli
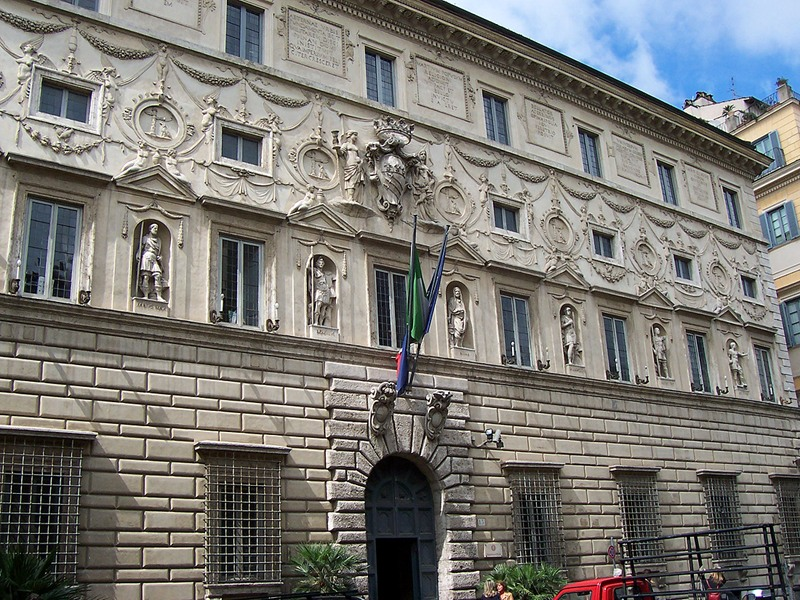
Palazzo Spada v Římě
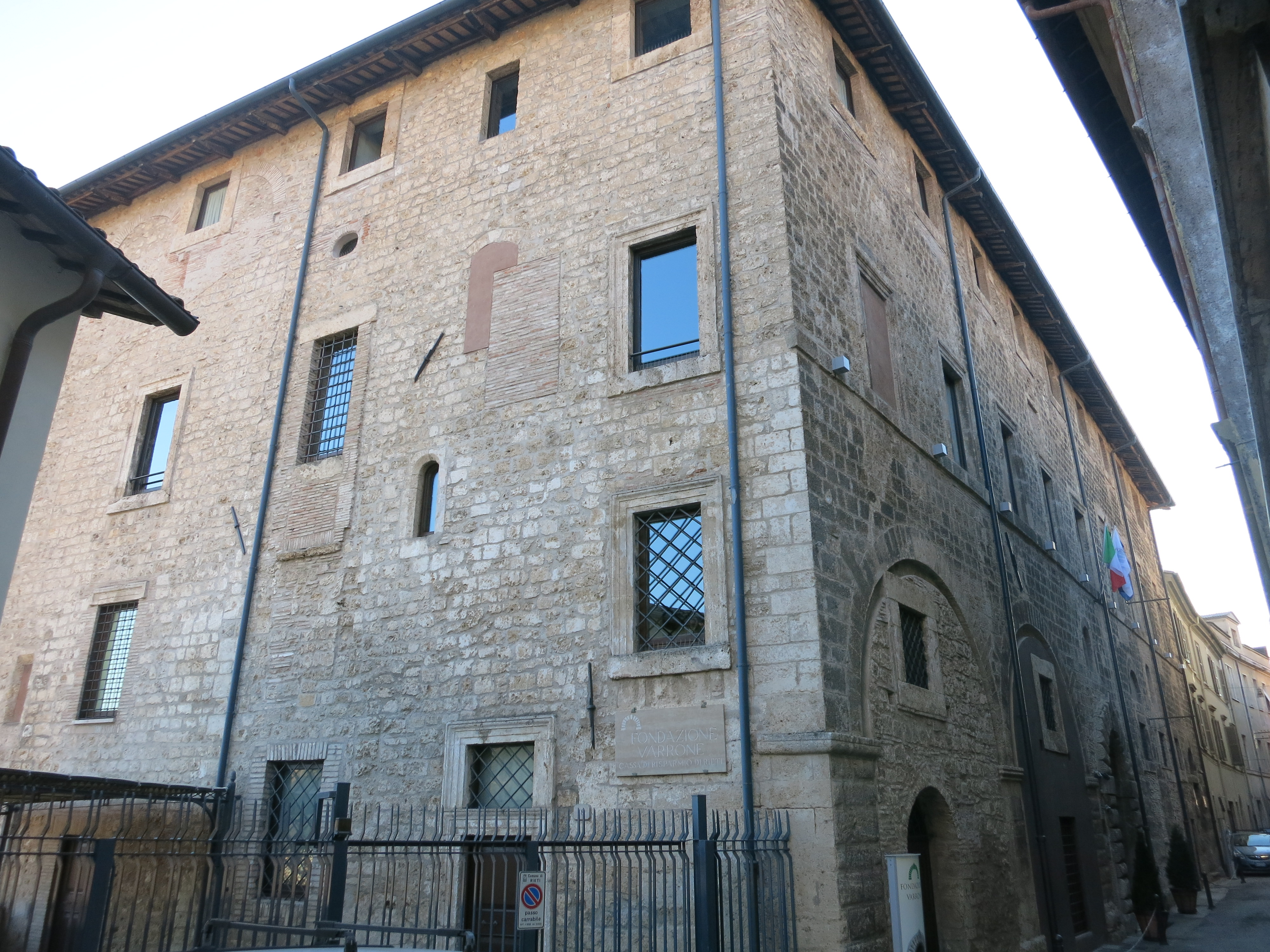
Palazzo Potenziani Fabri v Rieti
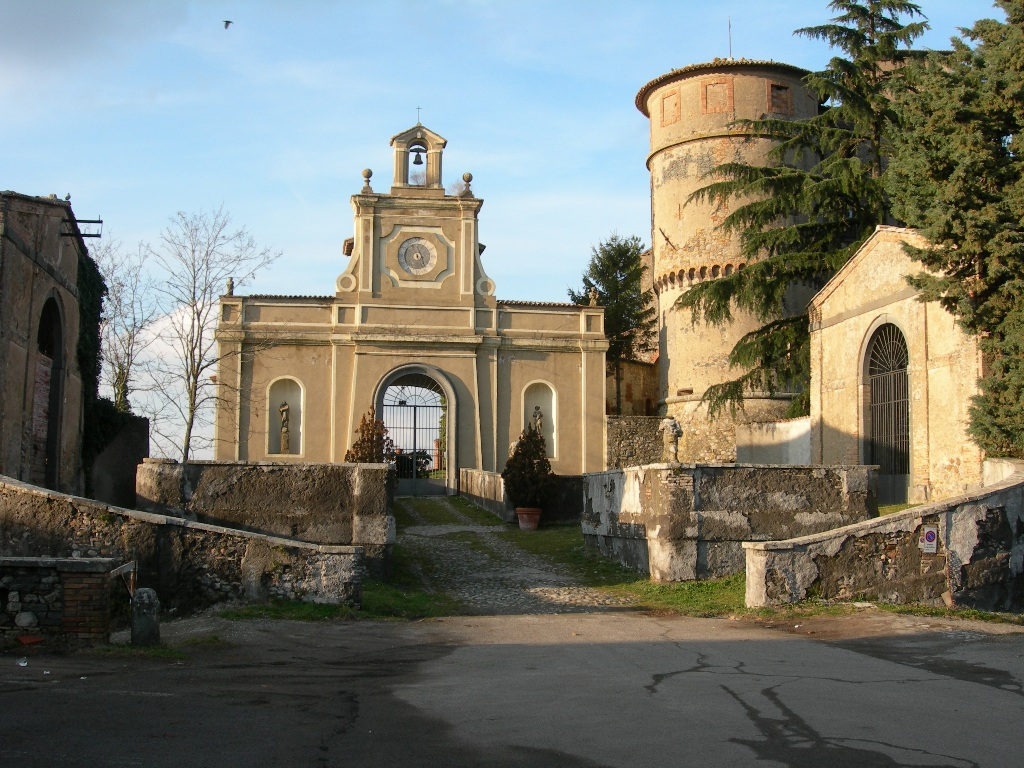
Zámek Madony Antonie v Castel Viscardo